# Mike Ladd
Mike Ladd (Cambridge, ...) è un rapper e produttore discografico statunitense, il The Guardian lo ha descritto come «il re del concetto di hip hop»..
Nativo di Cambridge, è cresciuto nel Bronx, New York City.

## Discografia
Album in studio
- 1997 – Easy Listening 4 Armageddon
- 2000 – Welcome to the Afterfuture
- 2000 – Gun Hill Road (come The Infesticons)
- 2003 – Beauty Party  (come The Majesticons)
- 2004 – Nostalgialator
- 2004 – In What Language? (con Vijay Iyer)
- 2005 – Negrophilia: The Album
- 2005 – Father Divine
- 2007 – Still Life with Commentator (con Vijay Iyer)
- 2008 – Maison Hantée (con Alexandre Pierrepont)
- 2009 – Anarchist Republic of Bzzz (con Anarchist Republic of Bzzz)
- 2010 – Bedford Park (come The Infesticons)
- 2012 – Why Waste Time
- 2013 – Holding It Down: The Veterans' Dreams Project (con Vijay Iyer)
- 2016 – Gain (con Jeff Parker, Hprizm/High Priest e Tyshawn Sorey; come Illtet)

Album live
- 2000 – Live from Paris

EP
- 2001 – Vernacular Homicide
- 2011 – Kids and Animals

Singoli
- 1998 – Blah Blah
- 2000 – 5000 Miles/Planet 10
- 2001 – Activator Cowboy
- 2003 – Wild Out Day/Jet Pack
- 2004 – Housewives at Play
- 2004 – Shake It